# 855
| [ Edytuj tabelę ]          |                                                                          |
| Król Anglii                | - 839 Ethelwulf 858                                                      |
| Hrabia Aragonii            | - 844 Galindo I Aznárez 867                                              |
| Król Asturii               | - 850 Ordoño I 866                                                       |
| Hrabia Barcelony           | - 852 Odalryk 858                                                        |
| Cesarz Bizancjum           | - 842 Michał III Metystes 867                                            |
| Chan Bułgarii              | - 852 Borys I Michał 889                                                 |
| Cesarz Chin                | - 846 Tang Xuanzong 859                                                  |
| Książę Czech               | - 850 Gościwit 870                                                       |
| Król Franków wschodnich    | - 840 Lotar I 855 - 855 Ludwik II Niemiecki 875                          |
| Król Franków zachodnich    | - 843 Karol II Łysy 877                                                  |
| Cesarz Japonii             | - 850 Montoku 858                                                        |
| Kalif                      | - 847 Al-Mutawakkil 861                                                  |
| Król Khmerów               | - 850 Dżajawarman III 877                                                |
| Patriarcha Konstantynopola | - 847 Ignacy I 858                                                       |
| Król Mercji                | - 852 Burgred 874                                                        |
| Król Nawarry               | - 851 García Íñiguez 880                                                 |
| Król Nortumbrii            | - 848 Osbert 863                                                         |
| Papież                     | - 847 Leon IV 855 - 855 Anastazy (antypapież) 855 - 855 Benedykt III 858 |
| Cesarz rzymski             | - 817 Lotar I 855 - 850 Ludwik II 875                                    |
| Książę Saksonii            | - 844 Ludolf 866                                                         |
| Król Szkocji               | - 843 Kenneth I 858                                                      |
| Doża Wenecji               | - 837 Pietro Tradonico 864                                               |
| Książę wielkomorawski      | - 846 Rościsław 870                                                      |

Rok 855 / DCCCLV
stulecia: VIII wiek ~
IX wiek ~
X wiek

lata: 845 «
850 «
851 «
852 «
853 «
854 «
855
» 856
» 857
» 858
» 859
» 860
» 865

## Wydarzenia
- Europa
- 29 września – Benedykt III rozpoczął swój pontyfikat.
- Księciem Serbii zagorskiej został Muncimir (data sporna lub przybliżona).
- Podział państwa Franków między trzech synów Lotara I: Lotar II (Lotaryngia), Ludwik II Niemiecki (odziedziczył tytuł cesarski wraz z Italią) oraz Karol Prowansalski (Prowansja).

## Urodzili się
- Abu’l-Hasan Ali ibn al-Furat, muzułmański wezyr (zm. 924)
- Gerald z Aurillac, Franków szlachcic (przybliżona data) (zm. ok. 909)
- Guaimar I z Salerno, książę lombardzki (przybliżona data) (zm. 901)
- Han Jian, chiński przywódca (zm. 912)
- Jing Hao, chiński malarz (zm. 915)

## Zmarli
- 17 lipca – Leon IV, papież Kościoła Katolickiego (od 847 roku) (ur. 790)
- 2 sierpnia –Ahmad ibn Hanbal, muzułmański uczony i teolog (ur. 780)
- 20 września – Gozbald, opat i biskup Würzburga
- 29 września – Lotar I, cesarz frankijski (ur. 795)
- 20 listopada – Teoktyst, naczelny minister bizantyński
- 8 grudnia – Drogo, nieślubny syn Karola Wielkiego (ur. 801)

Data dzienna nieznana:
- Cyngen ap Cadell, król Powys (Walia)
- Elisedd ap Cyngen, król Powys (Walia)
- Sico II, książę Salerno (Włochy)
- Sulajman ibn Wahb, wyższy urzędnik kalifatu Abbasydów, który pełnił funkcję sekretarza, nadzorcy finansów i wezyra (ur. ?)

rok śmierci przybliżony lub sporny:
- Bozon Starszy, hrabia Turynu i Valois (ur. ok. 800)
- Sahnun ibn Sa'id, prawnik muzułmański (lub 854) (ur. 776 lub 777)
- Pepin de Péronne, senior Péronne i Saint-Quentin, hrabia Vermandois (przybliżona data) (ur. ok. 817)